# Сарабакасинское сельское поселение
Сарабакасинское се́льское поселе́ние (чув. Сарапакасси ял тăрăхĕ) — муниципальное образование в составе Чебоксарского района Чувашской Республики. Административный центр — деревня Сятракасы. На территории поселения находятся 8 населённых пунктов.

## География
Поселение граничит: на севере — с землями Лапсарского сельского поселения, на западе — с землями Сирмапосинского сельского поселения, на юге — с землями Ишакского сельского поселения, на западе — с землями Кшаушского и Большекатрасьского сельских поселений Чебоксарского района. Поселение расположено в бассейне реки Рыкша.

## Состав поселения
Поселение образуют деревни Сятракасы, Мокшино, Пикшик, Шоркино, Хурынлых, Сарабакасы, Тохмеево, Самуково. 

## Население
| 2010  | 2012  | 2013  | 2014  | 2015  | 2016  | 2017  | 2018  | 2019  |
| ----- | ----- | ----- | ----- | ----- | ----- | ----- | ----- | ----- |
| 1841  | ↗1881 | ↗1897 | ↗1919 | ↘1894 | ↘1857 | ↘1849 | ↗1874 | ↘1837 |
| 2020  | 2021  |       |       |       |       |       |       |       |
| ↘1829 | ↘1809 |       |       |       |       |       |       |       |

## Объекты  культурно-исторического наследия
- Селище. 2 км. западнее д. Шоркино, на возвышенности (опушка леса 3 квартала). Код памятника: 2100219000.
- Селище. 700 м. западнее д. Тохмеево, рядом с песчаным карьером. Код памятника: 2100217000.
- Курганные группы (50 курганов). 1 км. к юго-западу от  д. Тохмеево, в лесу. Код памятника: 2100218000.

## Организации
Предприятия АПК: ГУП «Дружба», ООО «Птицефабрика «Чебоксарская».

Предприятия торговли и общественного питания: Сятра-Хочехматский магазин, Сарабакасинский магазин, Хурынлыхский магазин, Пикшикский магазин, Шоркинский магазин, Тохмеевский магазин, Магазин «Спартак». 

Муниципальные и государственные учреждения: Сятра-Хочехматская СОШ, детский сад «Дружба», Сарабакасинский СДК, Сарабакасинская модельная библиотека,  Хурынлыхский сельский клуб, Самуковский сельский клуб, Шоркинский Дом фольклора, Шоркинская сельская библиотека, Тохмеевский сельский клуб, Сарабакасинский ФАП, Шоркинский ФАП, Шоркинский дом ветеранов. 
	
Сфера бытового обслуживания: Ветучасток, АТС. 